# Centraal Israëlitisch Consistorie van België
Het Centraal Israëlitisch Consistorie van België (CICB) is de officiële vertegenwoordiging van het Belgische jodendom. Het consistoriaal systeem werd opgericht door Napoleon Bonaparte, die in 1808 officiële bruggen wilde slaan tussen het jodendom en de gezaghebbende autoriteiten. Na de nederlaag te Waterloo werd het consistoriaal systeem overgenomen door het Verenigd Koninkrijk der Nederlanden en na 1830 door de jonge Belgische staat. Die vormde daardoor een van de eerste Europese landen waar de joodse gemeenschap een directe band had met de staat. 
Bij de oprichting in 1832 (als een afsplitsing van de Nederlandse Hoofdsynagoge) was het doel de wereldlijke belangen van de joodse eredienst te vertegenwoordigen bij de autoriteiten en de erkenning door de Staat van Israëlitische gemeenschappen. Later is daar de ondersteuning van de joodse scholen bij gekomen en van andere instellingen zoals het Joods Museum van België. Nog later is het Consistorie zich gaan wijden aan de studie van de geschiedenis van de joden in België, en niet te vergeten, de herinnering aan de shoah.
De Belgische staat erkent zeventien gemeenschappen: drie in Antwerpen (Machsike Hadas, Shomre Hadas, Portugese ritus), drie in Brussel-stad en verder één in Aarlen, Charleroi, Gent, Knokke, Luik, Oostende, Schaarbeek (Brussel), Sint-Gillis (Brussel), Ukkel (Brussel, Chaaré Tzion), Ukkel-Vorst (Brussel, Maalé) en Waterloo-Brabant-Sud.
De officiële zetel is gelegen in de administratieve verdiepingen van de Grote Synagoge van Brussel. In 2008 herdacht het Consistorie zijn 200ste verjaardag. De herdenking ging gepaard met diverse plechtigheden waaronder het eerste officiële bezoek ooit, aan de joodse gemeenschap, door een regerende Belgisch koning.
Sinds 2015 is de consistorievoorzitter Philippe Markiewicz. 
In 1980 werd Albert Guigui opperrabbijn voor de Consistorie benoemd. In 1944 te Meknes (Marokko) geboren, hij is vanuit Tanger in 1970 in België gekomen.

## Voorzitters
- Adolphe Oppenheim (1832-1834)
- Adolphe Hauman (1834-1837)
- Jonathan-Raphaël Bischoffsheim (1837-1840)
- Henri Furth (1840-1842)
- Sigmund Benda (1842-1848)
- Henri Schuster (1848-1849)
- Louis Lassen (1849-1873)
- Joseph Oppenheim (1875-1884)
- Jacob Wiener (1884-1899)
- Léon Lambert (1899-1919)
- Franz Philippson (1921-1929)
- Joseph May (1931-1935)
- Maurice Philippson (1935-1938)
- Ernest Wiener (1938-1956)
- Max Gottschalk (1956-1962)
- Paul Philippson (1962-1978)
- Jean Bloch (1978-1981)
- Georges Schnek (1981-2001)
- Julien Klener (2001-2015)
- Philippe Markiewicz (2015-)